# نهائي الدرع الخيرية 1964
نهائي الدرع الخيرية 1964 هي النسخة 42 من الدرع الخيرية.
لعبت المباراة بتاريخ 15 أغسطس 1964 على ملعب أنفيلد، بين وست هام يونايتد وبين ليفربول.
تم تقاسم اللقب بعد انتهاء المباراة بنتيجة 2–2.

## خلفية
تأهل وست هام يونايتد بصفته بطل كأس الاتحاد الإنجليزي 1963–64، وذلك بعد فوزه في المباراة النهائية على بريستون نورث إيند بنتيجة 3–2.
بينما تأهل ليفربول بعدما تصدر دوري كرة القدم الإنجليزي 1963–64، بفارق 4 نقاط عن أقرب منافسيه مانشستر يونايتد.

## المباراة
| وست هام يونايتد      | 2–2   | ليفربول              |
| -------------------- | ----- | -------------------- |
| جوني 41' · هورست 84' | [ 1 ] | والاس 29' · جيري 49' |